# Список греческих и римских топонимов Фригии

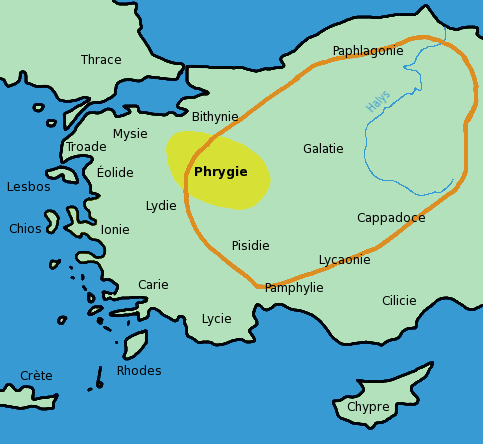
Приблизительная территория древней Фригии

Эпиграфика является основным источником топонимов древней Фригии. Так же, все современный сведения собраны благодаря результатом работы многих поколений ученых, которые побывали в этом регионе, нашли надписи и монеты, а также описали географические особенности данной страны. Очень немногие надписи найденные во Фригии как известно, древнее римского периода.
Следовательно, большинство представленных здесь топонимов старше, чем имена местностей римской империи. Тем не менее подавляющее большинство топонимов известно из надписей кореного населения императорского периода, а не греческих, что доказывает, что эти общины вероятнее всего уже существовали на протяжении столетий до прихода
греков в Малую Азию. Даже имена городов, основанных в эллинистические времена, как правило, известны во Фригии, только если они сохранились как крупные общины в римский период. Картина, которая вытекает из доступных
эпиграфических данных, относящиеся ко времени второго и третьего веков н. э., сильно перепредставлены, после
которых приходит большое количество христианских источников.

## Топонимы
- Abrettene R between Rhyndakos fl. and Makestos fl.
- Agdistis, T. HR at Yazılıkaya Haspels 1971, 154-55
- Agros Thermon RL Hüdai Kaplıcası TIB Phrygien 172-73
- Aizanoi HRL Çavdarhisar MAMA 9, xxiii-xxxv
- Akmonia HRL Ahat Köy TIB Phrygien 175-76
- Akören RL Brixhe 1997, 81-83
- Akroenos/[Akroinos]/§ Nikopolis R/LL Afyonkarahisar TIB Phrygien 177-78, 348
- [Akrokos] L Eğrigöz TIB Phrygien 179 B3
- Aliana RL Kırgıl Drew-Bear 1980, 939-40
- Altuncebbar R? rock-cut shrine MAMA 4, xiii
- Altıntaş L fortified town TIB Phrygien 319 Kurtköy
- Amorion HRL Hisar Köy TIB Galatien 122-25
- Anastasioupolis = Lagania
- Angdisseon, T. R Bacakale Robert 1980, 236-39
- Ankyra RL Boğaz Köy, formerly Kilise Köy
- Anthios fl.
- Ariste? — Аристе, ныне Turnacık
- Arra RL 3 miles SE Harunlar TIB Galatien 132, 134
- Arslan Taş AL Broken Lion tomb;Köhnüş valleyHaspels 1971, 118-19, 208
- Asteles fl. RL Hamamsuyu TIB Phrygien 194
- Atlıhisar RL TIB Phrygien 195
- Atyochorion RL Akkent, formerly Zeyve? TIB Phrygien 196
- Aulutrena See Map 65
- Aulutrene RL Dombay Ovası Christol 1987, 28
- Aulutrene RL Pınarbaşı Christol 1987, 27-28
- Aulutrene

| Латинское название | Русское название | Локализация                  | Период |
| ------------------ | ---------------- | ---------------------------- | ------ |
| Abbasium           | Аббасий          | севернее Будос (Beudos)      |        |
| Abboanoi           | Аббоаной         | на равнине Тембрис (Tembris) |        |
| Abboukome/Apokome  | Аббукома/Апокома |                              |        |
| Abeiktenoi         |                  |                              |        |
| Abouadeineita      |                  | Musalar Köyü?                | R      |

### Неверные топонимы
В этом списке так или иначе представлены ошибочные или вовсе ложные топонимы:
| Название                 | Период          | Источник ошибочных сведений    | Указание на неточность |
| Акоридос (Acoridos Kome) | Эллинистический | Livy 38.15, в редакции Teubner | Christol 1987, 30      |